# Блато (Требнє)
Блато (словен. Blato) — поселення в общині Требнє, регіон Південно-Східна Словенія, Словенія. Поселення розташоване в історичному краї Нижня Крайна.